# Desviación social

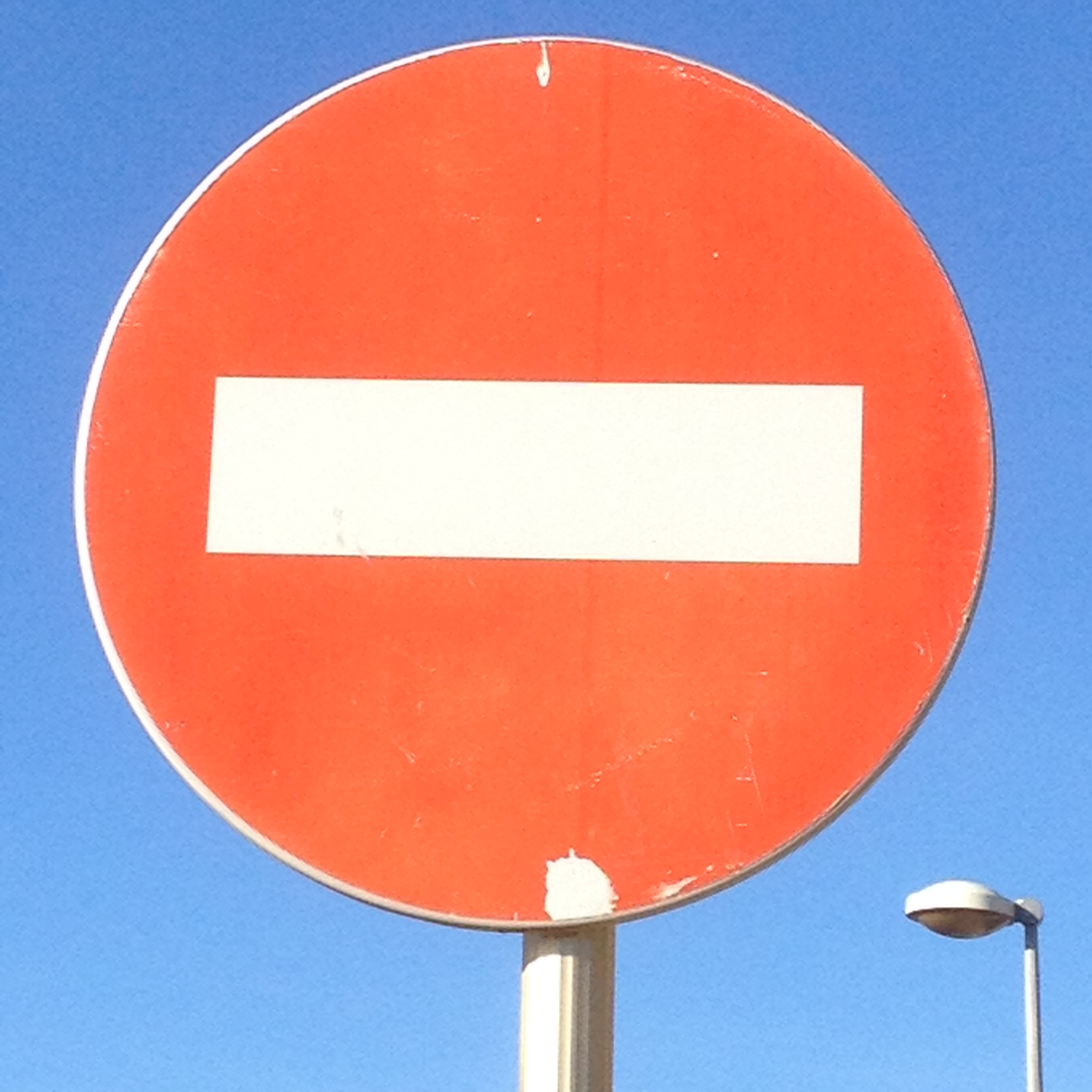
Desviación social define a las conductas que violan normas y expectativas de cualquier sistema social o modo de dominación.

Desviación social es el término usado para denotar la conducta que viola lo que un agrupamiento espera normalmente de las personas de acuerdo a unas normas sociales, según Merton. La desviación social “es definida normalmente como conducta que viola normas y expectativas de cualquier sistema social o modo de dominación y ante la cual éste reacciona con un dispositivo de control específico”. Se plantea la desviación como una consecuencia de la marginación y esta, a su vez, propiciaría la inadaptación social. El comportamiento de cada individuo se ve afectado por la estrecha relación que mantiene con su entorno, por lo que son múltiples los factores que lo pueden dirigir hacia una conducta desviada.

## Conceptualización de la desviación social
“La desviación no es un asunto de definición o construcción social”, sino que va en dependencia de las normas establecidas por cada sociedad, esto es, la definición de una conducta desviada es arbitraria. Entender la desviación envuelve el estudio de quienes rompen las reglas y de quienes las formulan. Por tanto, no se puede definir la desviación de manera precisa, sino que se trata de explicar tomando en cuenta la situación específica a la que se aplica tal concepto. “Es importante, entonces, considerar cómo cierta conducta se relaciona a las reglas sociales y cómo otros reaccionan a ésta”. La conducta conforme o ajustada “es la norma en la mayoría de los grupos sociales e, incluso, los individuos que están etiquetados como desviados usualmente se atienen, la mayor parte de sus vidas, a las reglas formales e informales”. Contra ese nivel de conformidad es que se mide y se compara la desviación.
Para considerarse un comportamiento, atípico o no, como una desviación social, este “tiene que quebrantar o alterar un estándar establecido por un grupo”. Es decir, una vez un comportamiento se aleje de la norma social, positiva o negativamente, se considera como una desviación. La desviación positiva es aquella que aspira a alcanzar una conducta ideal como lo es el caso de un santo. A diferencia de esa, la desviación negativa se dirige hacia lo deprimente como lo es la conducta de los criminales.
Existen tres formas principales de desviación social negativa: la pura, la secreta y la falsamente acusada. Primero, la desviación pura incluye la mayoría de los crímenes que infringen las leyes y son considerados como desviados por la sociedad. La desviación secreta, según Howard Saul Becker, es aquella conducta que viola las reglas, pero que está muy bien escondida que nadie la ve o si la ven, la ignoran. Esta es disfrazada por el consenso entre las partes o por el poder de la persona que comete el acto. Por último, la desviación del falsamente acusado se centra en el rompimiento de reglas informales cotidianas, pero no de leyes, que propician el etiquetamiento de la persona que comete tal acto. Usualmente, las personas con poco poder son las que se ven más afectadas por este tipo de etiquetamiento debido a una conducta aparentemente desviada.
En contraste, la conducta desviada se puede dividir en desviación primaria y secundaria. La desviación primaria implica que el individuo desviado reconozca su aberración y la corrija mediante la racionalización. Si el individuo, a consecuencia de la reacción social, emplea su conducta desviada como medio de defensa, ataque o ajuste a los problemas abiertos y encubiertos, esto se considera desviación secundaria. A pesar de las múltiples connotaciones o definiciones que se le pueden atribuir a la desviación social, se debe tomar en consideración que toda persona en algún momento de su vida ha incurrido en una conducta desviada, positiva o negativa, que quebranta las normas sociales establecidas dentro de su sociedad.

## Factores que explican la desviación social

### Biogenético
La explicación biogenética se enfoca en las características fisiológicas del individuo para sentar las bases de la desviación social. En el siglo XIX, Cesare Lombroso, padre de la criminología, estudió los cráneos de los criminales intentando buscar características o anomalías físicas que pudieran ejercer influencia sobre el comportamiento. En su teoría del atavismo, estableció que los criminales comparten una serie de características físicas que difieren del resto de la población. No obstante, sus estudios se vieron afectados por la falta de muestras, diferentes tipos de individuos, a ser analizadas. Otros pensaban que el tipo de cuerpo era un factor determinante para la conducta desviada siendo el principal, la persona con cuerpo musculoso. Al refutarse esas hipótesis, se estableció que la composición cromosómica o genética del individuo, en especial el hombre con cromosoma XYY, influía en el comportamiento antisocial y agresivo de este tipo de personas. Además, las anomalías cerebrales, cambios en la actividad glandular y otras condiciones alteran el comportamiento. Sin embargo, muchos investigadores concluyen que, incluso cuando la predisposición genética es relevante, la socialización de la persona y el ambiente se deben tomar en consideración para dar una explicación adecuada de la desviación.

### Psicológico
La explicación psicológica se basa en los rasgos personales del individuo tales como sus impulsos instintivos o la supresión de estos y en el aspecto mental. Para Sigmund Freud el comportamiento es controlado por pensamientos subconscientes y no por voluntad propia del individuo. Aunque Freud no analizó la conducta criminal, en otras palabras desviada, su teoría de la personalidad puede ser aplicada al estudio de dicha conducta. Entonces, el criminal “se rige por el id dando rienda suelta a sus placeres, y posee muy poco o carece del superego, que le impide frenar sus actitudes antisociales”. Stanton Samenow y Samuel Yochelson elaboraron la teoría de la personalidad criminal en que el individuo desviado posee un patrón de pensamiento con el que se siente superior ante los demás y no siente empatía por la responsabilidad y el respeto, entre otros. Al igual que la explicación biogenética, esta no puede explicar las conductas desviadas por sí sola, sino que depende de los demás factores determinantes.

### Psicosociológico
Las teorías psicosociales enfatizan las variables que emergen como resultado de las interacciones de la persona con otros miembros de la sociedad. Algunos teóricos sugieren que la desviación es un producto del fracaso personal para desarrollar suficientes controles internos durante el proceso de socialización. Al no poseer controles internos, la persona no tiene la capacidad para impedir su involucramiento en conductas desviadas. Otro aspecto que incluye la explicación psicosocial es la imitación y modelaje de roles o comportamientos. La teoría del aprendizaje social elaborada por Albert Bandura establece que los niños imitan las conductas desviadas que observan de sus padres o de los medios a nivel cotidiano y la aplican en su comportamiento. Edwin Sutherland elaboró la teoría de la asociación diferencial en la que explica que “una persona aprenderá a violar las reglas al asociarse más con personas que violan las reglas que con aquellas que las siguen”. Por último, la teoría del etiquetamiento estimula que la persona, que recibió dicha etiqueta por poseer una conducta desviada, se convenza de que, en efecto, es desviada y se cierren caminos para enderezar ese patrón de conducta.

### Sociológico
La explicación sociológica enfatiza cómo las diferentes estructuras o ambientes sociales ejercen presión en las personas para que se involucren en actividades desviadas. Dentro de las primeras teorías sociológicas sobre la desviación se encuentra la teoría funcionalista de Émile Durkheim. En esta se argumenta que si la desviación está presente en todas las sociedades, entonces debe servir alguna función positiva, porque de lo contrario no podría persistir. La desviación, según Durkheim, ayuda a definir las reglas para otros, unir a las personas para que la censuren y sirvan como agentes de cambio social. Durkheim también introdujo la teoría de la anomia, “la falta de regulación jurídica y moral que caracteriza a la vida económica”., que está basada en que los deseos de los individuos para aumentar su estatus social deben estar delimitados y restringidos por normas sociales con el propósito de mantenerlos satisfechos con su posición dentro de la sociedad. Otros sociólogos encontraron que la desorganización social va de la mano de la desviación.
Robert K. Merton, enfocó la teoría de la anomia, ahora teoría de la tirantez, respecto a los medios utilizados para alcanzar un bien material. “El énfasis, brevemente, es en ciertos aspectos de la cultura (metas y normas) y de la estructura social (oportunidades o acceso a medios)”. Al no poseer medios legítimos para alcanzar las metas, el individuo puede recurrir a métodos poco convencionales que lo acercan a incurrir en actos desviados. “De acuerdo con Merton, las personas pertenecientes a la clase baja tienen menos oportunidad de realizar sus metas legítimamente, de ahí la idea de que la mayor proporción de la criminalidad proviene del nivel socioeconómico bajo”. En este caso, la cultura (valores que definen las metas) logra más importancia que la fuerza social para alcanzar aquellas de forma legítima (valores que definen las normas).
Mientras que las teorías anteriores explican por qué un individuo se desvía, la teoría del control social intenta prevenir el hecho de que personas no desviadas cometan actos desviados. La misma “asume que las personas cometerán actos desviados a menos que no se le restrinja de alguna manera”. Los individuos limitan los actos desviados en dependencia del alcance de los mecanismos de control social. “La unión de la persona hacia la sociedad es lo que lo restringe de cometer actos desviados” y, para Hirschi, “lo importante es estudiar la conducta conformista, no la desviada” para así, poder prevenir la segunda.

## Tipos de Desviación Social
Robert K. Merton establece un paradigma sobre esta idea: actitudes que puede adoptar un individuo y grado de aceptación.
Distingue tres clases:
Desviación aberrante:El individuo que acepta los fines sociales pero infringe la norma.
Desviación rebelde:Infringe la norma, no asume los fines sociales y no ofrece alternativas.
Desviación no conformista: Rechaza los fines sociales e infringe la norma, pero al mismo tiempo trata de reformar el sistema.